# A 2020-as hegyi-karabahi háború lefolyása
Ez a cikk a 2020-as hegyi-karabahi háború lefolyását írja le, elsődlegesen a hadviselő felek beszámolói alapján. A háború egy fegyveres összetűzés volt drónos hadviseléssel, ahol leginkább  török Bayraktar TB2-t és izraeli Harop dronokat használtak; bevetettek nehéztüzérséget, rakétákat, jellemző volt a lövészárok-hadviselés. Ezen kívül használtak kazettás lőszereket, melyet a nemzetközi közösség nagyobb része betiltott, de Örményország és Azerbajdzsán nem. Azerbajdzsán szerint Örményország a polgári lakosság ellen is használta a kazettás lőszereket, nemzetközi harmadik felek pedig azt erősítették meg, hogy Azerbajdzsán vetett be kazettás lőszereket a polgári lakosság ellen a Hegyi-Karabahban. Azerbajdzsán Gəncə városában egy ballisztikus rakétákkal leadott támadásban sok civil meghalt, miközben civileket támadtak Sztepanakertben és máshol, ahol sok áldozat és jelentős mértékű kár maradt a támadás után.
A konfliktus másik jellemzője a közösségi hálózat jelentős mértékű használata. Ennek egy részét „nem autentikusnak” minősítették. Jellemző a jelentős félretájékoztatás is, amire még rátesz, hogy kevés újságíró volt a frontvonalban. Ezt a jelenséget információs háborúnak nevezték el, ami a szárazföldi harcokkal egyszerre folyt. A Facebook jelentése szerint a Facebookon és az Instagramon több fiókot felszámolt. Ezen kívül több olyan oldalt is megszüntetett, mely „koordinált nem autentikus viselkedést” tanúsítottak.
A konfliktus egy lehatárolt területen zajlott, de annak mértéke és a használt lőszerek fajtái miatt a határai túlnyúltak Hegyi-Karabah határain, melyek akár nemzetközi határokat is elérhettek. Lövedékek és rakéták becsapódtak Irán Kelet-Azerbajdzsán tartományában, bár itt nem esett jelentős kár. Irán ezen kívül arról számolt be, hogy több robotpilótás repülőt lőtt le vagy csapódott be az ő területén. Grúzia azt állította, hogy két, vezető nélküli repülőgép csapódott be Kakheti tartományban.
Xocavənd bombázása után az arcahi hatóságok nekiálltak a civilek mobilizálásának. Október 10-én 04:00 óra (GMT szerint 00:00) előtt több mint 10 órányi tárgyalást követően Örményország és Azerbajdzsán megállapodott egy humanitárius tűzszünetben, és megállapodtak, hogy mind a ketten megbeszélésekbe kezdenek.  A harcok tovább folytatódtak. Egy második tűzszünetet is megpróbáltak tető alá hozni október 17-én, egy harmadikat pedig október 26-án. Egyik sem járt sikerrel.
2020. november 9-én tűzszünetet kötött Azerbajdzsán, Örményország és Oroszország, és ezzel lett vége a konfliktusnak.

## Szeptember

### Szeptember 27

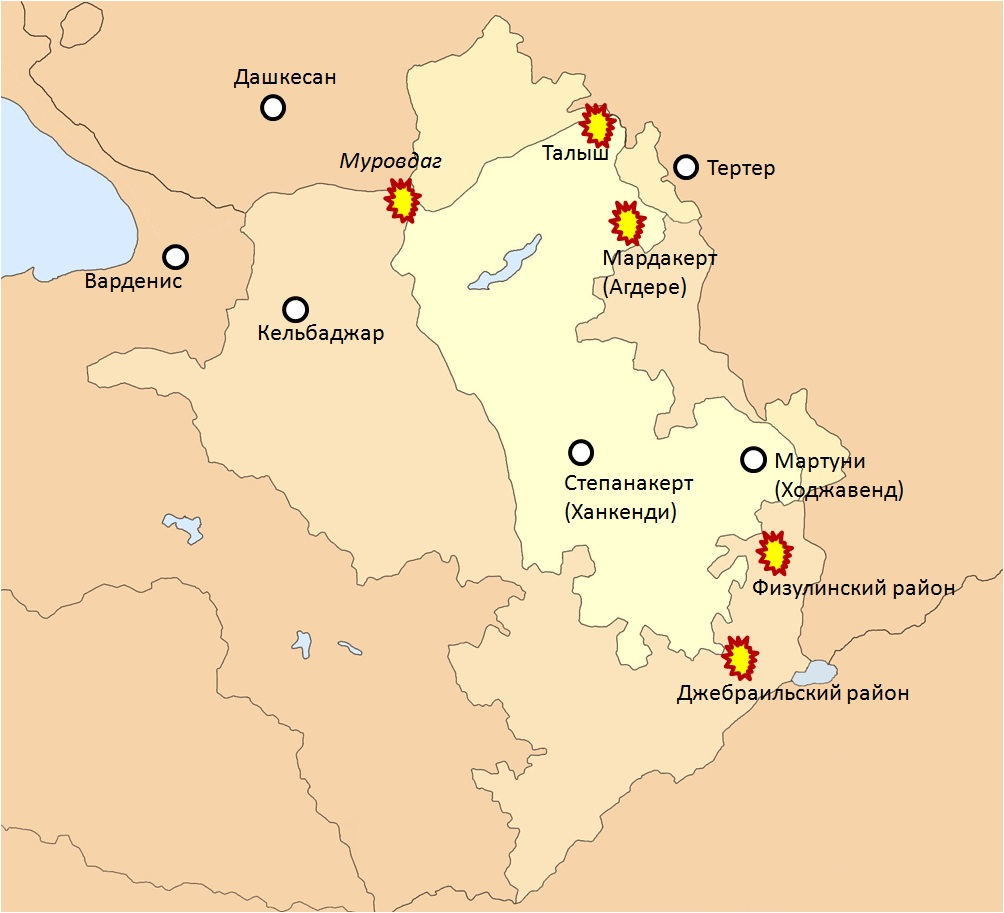
Katonai csapatmozgások és támadások 2020. szeptember 27-28-án.

Arcahi hatóságok szerint az összecsapások akkor kezdődtek, mikor 08:03-kor az azerbajdzsáni fegyveres erők tüzérséggel és légi fegyverekkel vettek célba polgári településeket, többek között a fővárost, Sztepanakertet. Az örmény Védelmi Minisztérium közlése szerint Sztepanakertnél az azeriek offenzívája helyi idő szerint 08:10-kor (GMT szerint 054:10-kor) kezdődött. Az azeri hatóságok azt állították, hogy az örmények nagyjából 06:00 körül a front teljes hosszán és több azeri település mellett intenzíven elkezdték lőni az azeri seregeket. Ezek szerint Azerbajdzsán ellentámadást indított. Azerbajdzsán szerint a hadműveletben embererőt, tankokat, rakétavetőket, repülőgépeket és robotrepülőket is bevetettek. Az Arcahi Köztársaság háborús jogrendet és a férfi lakosság teljes mobilizációját vezette be,J.-M. Jarre – Oxygene míg Azerbajdzsán elnöke beszédet intézett a nemzethez.
Délután Azerbajdzsán a háborús jogrend és kijárási tilalom bevezetését jelentette be. Az azerbajdzsáni hadsereg tankokat, tüzérséget, rakétarendszereket és repülőgépeket küldött a front közelébe, és mélyen behatoltak Hegyi-Karabahba. Az örmény Védelmi Minisztérium szerint délelőtt az azeri seregek Vardenis irányában támadtak Örményország felé. Az azeri Védelmi Minisztérium bejelentette, hogy hét falut elfoglalt Hegyi-Karabahban. 16:29-kor Azerbajdzsán ultimátumot adott a területen lévő örmény parancsnoknak, hogy adja meg magát, majd megerősítette, hogy elkötelezett a nemzetközi humanitárius jog és a genfi egyezmények iránt. In the afternoon, the Azerbaijani MoD stated it had taken a mountain peak in the Murovdag range. A Minisztérium azt is bejelentette, hogy lényegében ellenőrzésük alá vonták a Vardenis–Martakert/ Ağdərə főútvonalat, mely Hegyi-Karabahot összeköti Örményországgal.

### Szeptember 28
08:00 óra körül az azeri Védelmi Minisztérium azt állította, hogy az örmények lőtték Tartar városát, mire válaszul figyelmeztetést adtak ki, míg az azerbajdzsáni Külügyminisztérium szerint Örményország szánt szándékkal civilek által lakott területeket és civileket támadott. Arcah elnöke azt mondta, hogy a délelőtti összecsapásokban az örmények több, korábban elvesztett hely fölött visszaszerezték az ellenőrzésüket. Nagyjából 10:00 óra környékén az azeri Védelmi Minisztérium azt közölte, hogy a seregek több magas hegycsúcs körüli területet megszereztek Talış környékén, miközben az örmények nagy veszteségeket könyveltek el. Arcah elnöke szerint az azerieket minden fronton támadják. Röviddel később az azeri Védelmi Minisztérium azt közölte, hogy az azeri seregek örmény tüzérségre támadtak, melyek azeri ellenőrzés alatt lévő településeket vettek célba Ağdərə környékén. Hozzátették, hogy a tüzérség miatt veszteségeket szenvedtek az örmények, akik ezek után visszavonultak.
19:00 óra környékén az azeri Védelmi Minisztérium azt állította, hogy az örmények lőtték Goranboy járásban Yuxarı Ağcakənd és Qaramusalı területét. 20_00 óra környékén az arcahi hatóságok azt közölték, hogy az örmények visszafoglaltak több állást, és hozzátették, hogy az örmények visszaverték az azeriek támadásait, és bejutottak azeri területekre. Ezután 21:00 óra körül az örmény Védelmi Minisztériumhoz köthető forrás, az  Artsrun Hovhannisyan azt jelentette, hogy az azeriek egy újabb jelentős offenzívát indítottak az Araksz völgyében Madagiz–Talış között. Nagyjából egy órával később Poghosyan azt jelentette, hogy egy azeri gépet lőttek le Xocavənd mellett; Azerbajdzsán ezt tagadta. Az azeri Védelmi Minisztérium tagadta azokat a híreket, melyek szerint  F–16-osokat vetettek volna be, szerintük nincs is ilyen gépjük.

### Szeptember 29
08:00 óra környékén az azeri Védelmi Minisztérium azt állította, hogy a frontvonalon éjszaka folytatódtak a heves harcok. Hozzátette, hogy egy azeri ellentámadást visszavert. Ezen felül az azeriek szerint a légi és szárazföldi csapatai megsemmisítettek egy vegyes örmény katonai alakulatot és egy tüzérségi osztagot, mely Madagizből Ağdərə irányába haladt. 09:00 óra k9örül a minisztérium azt közölte, hogy 07:30-tól Azerbajdzsán Daşkəsəni járását az örmény Vardenisből lőtték. Az örmény Külügyminisztérium egy ezt tagadó nyilatkozatot tett közzé, amivel azt állították, ezt csak azért híresztelik, hogy kiterjesszék a hadművelet területét Örményországra is. Az azeri hatóságok megismételték az örmény agresszióról szóló közleményüket. Az azeri Védelmi Minisztérium  ezután azt hozta nyilvánosságra, hogy reggeltől kezdve folytatják Füzuli ostromát. Ezzel megcáfolták azokat az örmény riportokat, melyek szerint területeket foglaltak vissza.
11:00 körül az azeri Védelmi Minisztérium azt közölte, hogy az azeri hadsereg megtámadta Örményország vardenisi katonai bázisát Örményországban, miközben ők mozgósították a légvédelmüket. Az azeri Védelmi minisztérium szerint megsemmisítették az örmények egyik motorizált lövész ezredét, mely Xocavəndi járásban állomásozott. Az ADA a közleményében tagadta ezt. Azerbajdzsán azt állította, hogy megsemmisített egy örmény Uragan rakétakilövőt Xocavəndi járásban. Erre válaszul egy örmény forrás azt közölte, hogy több azeri támadást visszavertek.
12:00 óra körül a hírek szerint lelőttek egy azeri fegyveres gépet. Az azeri Védelmi Minisztérium a közleményében ezt cáfolta, és azt írta, nem vetettek be helikoptereket. 12:40 körül az ADA azt közölte, hogy emberek által szállítható Igla föld-levegő rakétával két helikoptert lelőttek. Arcah ezekről felvételeket is közzétett. Egy örmény forrás ezután azt írta, hogy az azeriek bombázták Vardenis környékét. Az azeri Védelmi Minisztérium azt közölte, hogy megsemmisített Xocavəndi járásban Hadrutban egy megfigyelői parancsnoki állást, miközben az örmények azt írták, nehezebb fegyvereket küldenek a térségbe, de az azeri offenzívát így is sikerült visszaverniük.
Az azeri Védelmi Minisztérium azt közölte, hogy visszaverték az örmények próbálkozását, mikor Füzuli járásban a Aşağı Veysəlli melletti katonai támaszpontról megpróbáltak azeri célpontokat eltalálni. Eközben épp az örmények szenvedtek vereségeket. 13:20 körül az örmény Védelmi Minisztérium azt közölte, hogy az azeriek offenzívát indítottak. Nagyjából 2 órával később az azeri Védelmi Minisztérium azt közölte, hogy Hegyi-Karabah mellé olyan SZ–300 rakéta rendszert telepítenek, mellyel célba tudják venni Jereván légterét is. Röviddel később az ADA olyan felvételeket tett közzé, melyek azt mutatják, hogy az örmények lelőnek egy azeri harci helikoptert.
18:00 óra környékén az arcahi Védelmi Minisztérium azt közölte, hogy a front északi és északkeleti részénél az azeriek offenzívát indítottak, mikben az ADA károkat okozott. Röviddel később az örmény Védelmi Minisztérium azt közölte, hogy egy török F-16, mely a Gəncəi Nemzetközi Repülőtérrőlszállt fel, lelőtt egy örmény Szu–25-öt, ás megölte a pilótáját. Ezt az azeri és a török hatóságok is tagadták; az örmények pedig megrongált Szu—25-ről tettek közzé képeket. Azerbajdzsán szerint örmény területen két Szu—25 szállt ffel, melyek később a hegyekbe csapódtak. 22:00 óra körül az örmény Védelmi Minisztérium azt közölte, hogy azeri lőszerkonvojt semmisítettek meg. Nagyjából egy órával később az azeri Védelmi Minisztérium azt közölte, hogy Tartar járásban Həsənqaya mellett a hadserege megsemmisített egy örmény állást, miközben egy másikat Talış közelében bombáztak le.

### Szeptember 30.
Az örmény Védelmi Minisztérium szerint a harcok, bár alacsonyabb intenzitással, de éjszaka is folytatódtak. 08:30 körül az azeri Védelmi Minisztérium arról tájékoztatott, hogy az örmények lőtték Tǝrtǝr városát. 10:20 körül az azeri minisztérium azt közölte, hogy seregeik a tüzérséggel körbevették az örmények erőit, de a harcok tovább folytak az  Ağdərə /Martakert– Tǝrtǝr frontvonalon. 10:20 körül az azeri minisztérium arról tudósított, hogy az azeriek tűz alá vették Aşağı Ağcakəndot, Goranboy járásban. 11:10 körül az örmény Védelmi Minisztérium adott hírt arról, hogy az Azeri légierő örmény állásokat támad a front északi oldalán.
12:25 körül az azeri Védelmi Minisztérium arról tájékoztatott, hogy a Tonaşenben állomásozó örmény 10. hegyi lövész osztagának 7. hegyi lövész dandárja visszavonult, miután jelentős veszteségeket szenvedett el. Az állítások alátámasztására felvételeket hoztak nyilvánosságra. Ugyanakkor azt is állították, hogy az azeri seregek megtámadták az örmény 18. motorizált osztag parancsnoki állásait, ahol jelentős károkat okoztak. Az örmény Védelmi Minisztérium arról számolt be, hogy  az örmények jelentős mértékű azeri eszközt megsemmisítettek, többek között egy TOS-1A-t is. A minisztérium arról is beszámolt, hogy az azeri erők lőtték a Füzuli járásban állomásozó 4.  örmény zászlóaljat, seregeik pedig megtámadták az örmény 10. lövészosztag egyik Ağdərəban állomásozó ezredét. Az örmény Védelmi Minisztérium szerint az örmény hadsereg az azeriek több posztját és jelentős mennyiségű anyagát megsemmisítették.

## Október

### Október 1.
Az azeri Védelmi Minisztérium szerint éjszaka tovább folytatódtak az összecsapások, az azeriek támadták az örmények állásait, miközben az ADA szerint az éjszaka viszonylag nyugodtan telt. 10:00 óra környékén az azeri Védelmi Minisztérium azt állította, hogy reggel az örmények lőtték Tərtər városát. Az örmény Védelmi Minisztérium szerint az örmény erők lelőttek egy azeri pilóta nélküli repülőgépet Əsgəran mellett, miközben az arcahi Védelmi Minisztérium szerint ők verték vissza az azeriek előre nyomulását. Körülbelül fél órával később arról adott hírt, hogy arcahi seregek lelőttek egy azeri harci helikoptert Lələ Təpə mellett, ahonnét a roncsok iráni területre estek. Azerbajdzsán tagadta a híreket.
13:00 óra környékén az azeri Védelmi Minisztérium arról számolt be, hogy Cəbrayı és Füzuli járásokat Örményországból, Gorisból lövik. Körülbelül fél órával később arról adott hírt, hogy az örmények Çocuq Mərcanlı, Horadiz, és a frontvonalban lévő falvakat lövik Goranboy, Tǝrtǝr és Ağdam járásokban. 14:40 körül Arcah Védelmi Minisztériuma bejelentette, hogy az örmény repülőgépek lelőttek két azeri harci repülőt és egy helikoptert. Azerbajdzsán ezt tagadta, azt állította, hogy aznap nem küldött ki repülőgépet. Az azeri Védelmi Minisztérium arról adott, hírt, hogy megsemmisítettek egy örmény tüzérséget, több 9rmény légvédelmi eszközt és több rakétakilövő rendszert. 19:00 óra magasságában a minisztérium azt állította, hogy 17:50-től örmények lőtték Horadiz környékét. 23:00 óra körül az örmény Védelmi Minisztérium arról számolt be, hogy az azeriek lőtték az Örményországhoz tartozó Shatvan és Mets Masrik településeket. Körülbelül fél órával később Örményország azt közölte, hogy kotajk tartományban lelőtt egy azeri pilóta nélküli repülőgépet.

### Október 2.
Az azeri Védelmi Minisztérium szerint a front különféle szakaszain folytatódtak az összecsapások, az azeri seregek pedig fontos magaslatokat foglaltak el és tartottak meg Ağdərə irányában, Madagiz  környékén. Az arcahi Védelmi Minisztérium szerint viszont az éjszaka stabil, ha nem nyugodt volt. 09:30 körül az azeri Védelmi Minisztérium azt állította, hogy Ağdam járásban a településeket heves örmény tüzérségi támadás éri. 12:40 körüli hírek szerint Hegyi-Karabahból rakétákkal lőtték Quzanlıt, miközben Tochka-U-ból 10 rakétát lőttek ki örmény területről Şəmkiri járásban Sabirkəndra. Örményország tagadta az állításokat. Ezután az azeri Védelmi Minisztérium azt állította, hogy Örményország rakétákkal lőtte Əmirlit Bərdə ban és Ağdamot valamint Quzanlıt a Tovuzi járásban. Nagyjából 14:00 óra körül az azeri Védelmi Minisztérium arról adott hírt, hogy az örmények lőtték Sztepanakertet. 16:40 táján az azeri Védelmi Minisztérium arról számolt be, hogy Tərtər városát és Şıxarxot valamint Bərdə járásban Soğanverdilərt megtámadta az örmény tüzérség. Nagyjából egy órával később a Minisztérium arról beszélt, hogy Azerbajdzsán lerombolt egy örmény ellenőrző pontot.

### Október 3.
Az azeri Védelmi Minisztérium szerint a front mentén nyugodt maradt a helyzet, míg az örmény fél szerint heves összecsapások voltak a front északi és déli részén. 10:40 körül az azeri Védelmi Minisztérium azt állította, hogy éjszaka heves örmény tüzérségi támadások történtek Tərtər városában és a járás több településén valamint  Ağdam, és Goranboy több falujában. 12:10 táján az örmény Külügyminisztérium azt közölte, hogy az azeri hadsereg nagy hatótávolságú rakétákkal támadott meg civil területeket. 19:40 körül Ilham Aliyev azeri elnök jelentette be, hogy az azeri hadsereg elfoglalta Suqovuşant. Azt is kijelentette, hogy az azeri katonák ellenőrzik Tərtər járásban Talışt, több települést Cəbrayılban és Aşağı Əbdürrəhmanlıt in Füzuliban.

### Október 4.
Az örmény Védelmi Minisztérium szerint éjszaka a frontvonalon viszonylagos nyugalom volt, ugyanakkor feszültség. 09:00 óra környékén az azeri Védelmi Minisztérium azt közölte, hogy az örmények Tərtər városát és Horadizt lőtte rakétával. 10:30 táján a minisztérium azt állította, hogy az örmények tűz alá vették Füzuli járást, míg rakétákkal lőtték  Ağdam  és Tərtər járásokat, miközben az arcahi Védelmi Minisztérium szerint az azeriek Sztepanakertet lőtték. Körülbelül fél órával később megkezdődött Gəncə bombázása. Az örmények tagadták, hogy a támadás az ő oldalukról indult volna, miközben Arcah magára vállalta a felelősséget, és azt közölte, hogy az örmények megsemmisítették Gəncə katonai központját és a Gəncəi Nemzetközi Repülőteret. Azerbajdzsán ezt közleményben cáfolta. Ezután egy orosz médiacégnek forgató riporter és a repülőtér vezetője is tagadta, hogy találat érte volna az egyébként a COVID miatt március óta zárva tartó repülőteret. 14:00 óra körül Azerbajdzsán azt állította, hogy súlyosan megsebesítették Arcah elnökét, mikor ő kilátogatott a frontra. Arcah ezt cáfolta. 16:00 óra környékén az azeri Védelmi Minisztérium azt közölte, hogy az örmények  Ağcabədiban Sarıcalıt, Ağdam járásban több települést, Bərdə járásban pedig  Şahvəlilərt lőtték. Körülbelül 40 perccel később Aliyev azeri elnök bejelentette, hogy ellenőrzésük alá vonták Cəbrayilt, valamnint több települést Cəbrayil járásban. 17:00 környékén at örmény Védelmi Minisztérium olyan felvételeket hozott nyilvánosságra, melyek szerint azeri katonák hagyták el Mataghist. 22:40 körül az azeri Védelmi Minisztérium azt közölte, hogy az örmények Tərtər városát és Mingəçevirt lőtték, melyek közül az utóbbiban egy víznyerő forrás is van, mely Azerbajdzsán szerint Örményország számára katonai célpont. Ezt Örményország és Arcah is cáfolta. Körülbelül egy órával később az azeri hatóságok azt jelentették, hogy Örményország két közepes hatótávolságú rakétát lőtt ki  Xızı és Abşeron járások ellen.

### Október 5.

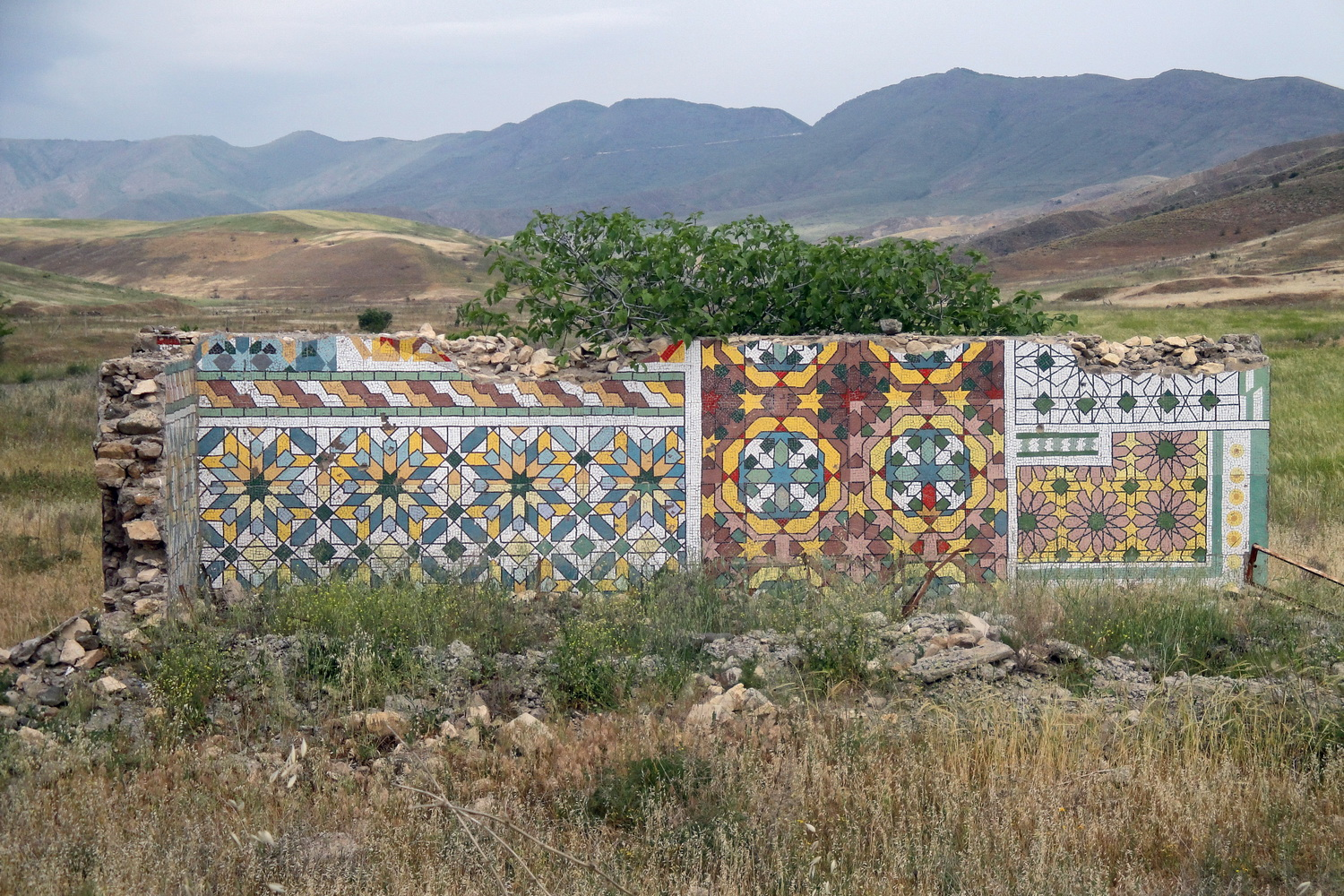
Egy lerombolt autóbusz megálló Cəbrayil-ban 2014-ben. Az azeri elnök szerint Azerbajdzsán megszerezte a várost október 4-én.

Az örmény Védelmi Minisztérium szerint éjjel változó intenzitással tovább folytak az összecsapások, az azeri seregek pedig délről offenzívát indítottak. 10:00 óra környékén az azeri Védelmi Minisztérium olyan radarfelvételeket hozott nyilvámnosságra, melyek szerint Örményországból, Jermuk, Kapan, és Berd területérőkl lőttek ki rakétákat. Az örmény Védelmi Minisztérium azt közölte, hogy az azeriek lőttek rakétákat Sztepanakertre. Nagyjából egy órával később olyan hírek jöttek az azeri Védelmi Minisztériumból, melyek szerint az örmények Beyləqan, Bərdə és Tǝrtǝr városát lőtték. Körülbelül délben az azeriek arról írtak, hogy az örmény seregek  Horadiz és Tǝrtǝr városát valamint Tǝrtǝr, Ağcabədi, Goranboy és  Göygöl járások falvait támadták. Az azeri hatóságok szerint az örmények Gəncə, Bərdə, Beyləqan és több más azeri város területét is támadták rakétákkal, míg az azeri Védelmi Minisztérium szerint Gəncət az örmény Berdből kezdték el lőni. 16:50 körül az azeri Védelmi Minisztérium arról adott hírt, hogy az örmények lőtték Ağcabədi és Beyləqan városát. 18:00 óra körül az azeri Védelmi Minisztérium azt közölte, hogy az 1. örmény gépesített zászlóalj egyik ezrede elmenekült Hadrutból. 20:20 körül az azeri Védelmi Minisztérium is mét azt írta, hogy az örmények Gəncət. Azerbajdzsán elnöke azt mondta, az azeri csapatok több falut elfoglaltak Cəbrayılban.  Ezután az örmények „taktikai visszavonulásról” beszéltek.

### Október 6.
A harcok éjszaka is folytatódtak. Az azeri Védelmi Minisztérium azt állította, hogy seregeik ellenőrzik az egész frontot, miközben Arcah stabil, nyugodt helyzetről számolt be. Az azeri Védelmi Minisztérium szerint az azeriek megsemmisítettek egy örmény lőszerraktárt  Ballyjában. Azeri források szerint egy iskolát és egy tűzoltó autót ért találat Ağdam kerületben,. Az rakétákat az örmények lőtték ki. 16:30 körül az örmény Védelmi Minisztérium azt közölte, hogy az azeri seregek délen új offenzívát indítottak. Körülbelül fél órával később ugyanaz a minisztérium már arról írt, hogy azeri seregek lőtték Sztepanakertet. 19:00 óra körül az azeri Védelmi Minisztérium azt közölte, hogy örmények lőtték  Yevlax, Goranboy és  Beyləqan járásokat. 22:30 körül az azeri hatóságok azt állították, hogy Örményország rakétákat lőtt ki a Baku-Tbilisi-Ceyhan olajvezeték felé, melyeket Azerbajdzsán megfékezett. Röviddel később az örmény Védelmi Minisztérium azt közölte, ismételten tagadja, hogy olaj- vagy gáz infrastruktúrát támadna meg. Ezután közölték, hogy az örmények lőtték Tǝrtǝr városát.

### Október 7.
Az azeri Védelmi Minisztérium szerint a harcok az egész frontvonalon egész éjszaka folytak. 10:00 óra körül azt állították, hogy az azeri seregek ellenőrizték Cəbrayıl járást. Olyan felvételeket hotak nyilvánosságra, melyeken szerintük azeri katonák vannak Şükürbəyliban. Körülbelül fél órával később a minisztérium azt mondta, hogy az örmények lőtték Tərtər, Barda,  Ağdam,  Ağcabəd, Füzuli és Cəbrayıl járás több faluját. Dél körül azt állította, hogy az azeriek újabb örmény bázisok felett szerezték meg az ellenőrzést. Eközben az örmények azt mondták, hogy az azeriek Sztepanakertet bombázzák. 15:00 óra körül az azeri Védelmi Minisztérium azt közölte, hogy az örmények Tərtər és Füzuli járások faluit bombázzák. 19:30 körül Arcah elnöke bejelentette, hogy az örmény seregek néhány állást visszaszereztek.